# Globos de Ouro 1996

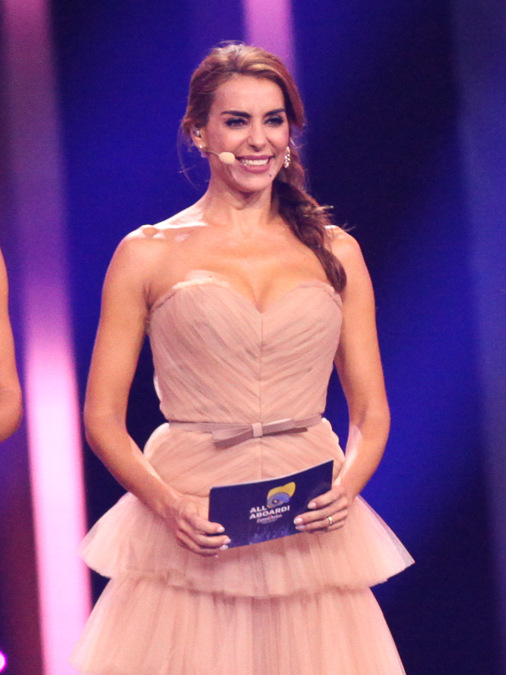
Catarina Furtado

Die erste Verleihung der portugiesischen Auszeichnung Globo de Ouro fand am 8. April 1996 im Coliseu dos Recreios in Lissabon statt und wurde von Catarina Furtado moderiert. Als Ehrengäste traten u. a. Valeria Mazza und Eros Ramazzotti auf.
Den Globo de Ouro, für ihre Leistungen im Jahr 1995, erhielten folgende Persönlichkeiten:

## Kategorien

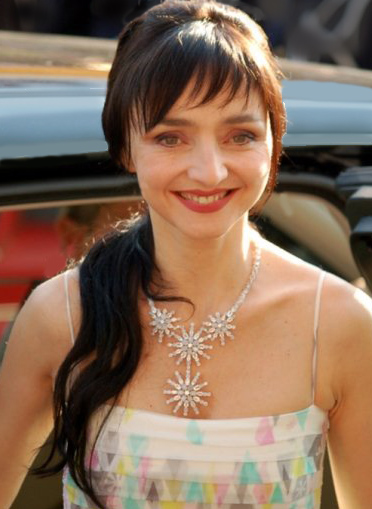
Maria de Medeiros

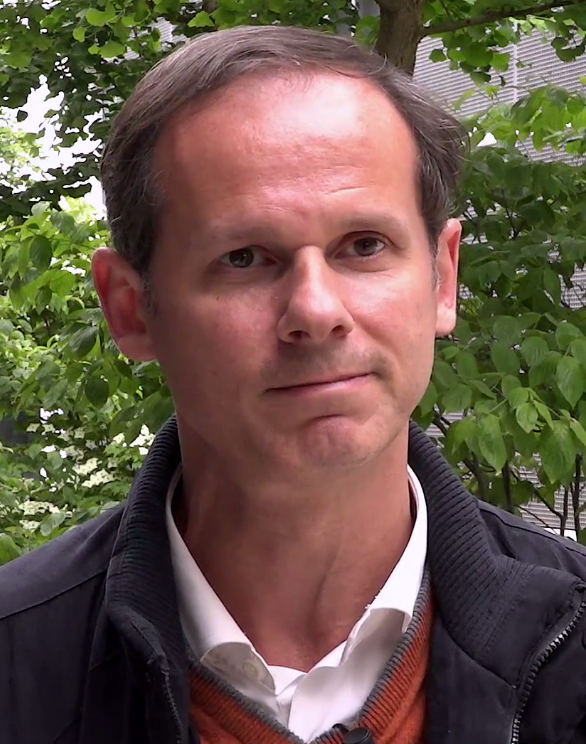
José Rodrigues Dos Santos

### Kino
- Bester Film: Adão e Eva von Joaquim Leitão
- Bester Regisseur: Joaquim Leitão für Adão e Eva
- Beste Schauspielerin: Maria de Medeiros für Adão e Eva (Regie: Joaquim Leitão)
- Bester Schauspieler: Joaquim de Almeida für Adão e Eva (Regie: Joaquim Leitão)

### Sport
- Persönlichkeit des Jahres: Fernanda Ribeiro

### Mode
- Persönlichkeit des Jahres: Nuno Gama

### Theater
- Persönlichkeit des Jahres: Eunice Muñoz

### Musik
- Bester Einzelinterpret: Dulce Pontes
- Beste Gruppe: Delfins
- Bestes Lied: Sou como um Rio – Delfins

### Fernsehen
- Bester Moderator Information: José Rodrigues dos Santos
- Bester Moderator Unterhaltung: Herman José
- Beste Sendung Fiktion und Komödie: Camilo e Filho
- Beste Sendung Unterhaltung: Chuva de Estrelas
- Beste Sendung Information: Jornal da Noite

### Lebenswerk
- David Mourão-Ferreira